# 辛兴镇 (蠡县)
辛兴镇，是中华人民共和国河北省保定市蠡县下辖的一个乡镇级行政单位。

## 行政区划
辛兴镇下辖以下地区：
辛兴村、南宗村、北宗村、刘家庄村、梁家庄村、赵段庄村、南沙口村、北沙口村、西河村、胡村、贺家营村、西北寺村、东河村和郑村。